# 新潟県道217号二本木岡川新井線
新潟県道217号二本木岡川新井線（にいがたけんどう217ごう にほんぎおかがわあらいせん）は、新潟県上越市から同県妙高市に至る一般県道である。

## 概要

### 路線データ
- 起点：新潟県上越市中郷区二本木字北野畔（国道18号交点）
- 終点：新潟県妙高市東雲町（新潟県道30号新井柿崎線・新潟県道63号上越新井線交点）

## 通過する自治体
- 新潟県
  - 上越市 - 妙高市

## 接続する道路
- 国道18号（上新バイパス）（起点：二本木交差点）
- 新潟県道360号関山中郷線（上越市中郷区二本木字大沼）
- 新潟県道261号西野谷二本木停車場線（志交差点）
- 国道18号（上新バイパス）（志交差点）
- 新潟県道30号新井柿崎線・新潟県道63号上越新井線（終点：東雲町西交差点）

## 周辺
- えちごトキめき鉄道 新井駅
- 上信越自動車道
  - 中郷IC - 新井PA/スマートIC
- 新潟県厚生農業協同組合連合会 けいなん総合病院
- ハローワーク妙高（上越公共職業安定所 妙高出張所）
- 上越地域消防事務組合 新井消防署
- 上越市役所 中郷区総合事務所
- 妙高市役所 本庁
- 新潟県立新井高等学校
- 妙高市立にしき特別支援学校
- 妙高市立新井中学校
- 妙高市立矢代小学校
- 妙高市立新井小学校
- 八十二銀行 新井支店
- 第四北越銀行 新井支店
- 新井信用金庫 本店
- JAえちご上越
  - 中郷支店
  - 新井支店
- 矢代郵便局
- 新井郵便局
- ダイセル 新井工場
- 朝日町ショッピングプラザ
- イチコスーパー 新井店
- アメリカンドラッグ 新井店
- 東本願寺新井別院
- 妙高市新井総合公園
- 矢代川
- 関川

## その他
路線名の「二本木」・「岡川」・「新井」は、いずれも旧自治体名および集落名（新潟県中頸城郡中郷村大字二本木、同村大字岡川、同県新井市）に由来する。